# Zoocenoză
Zoocenoza reprezintă totalitatea animalelor dintr-o anumită biocenoză. Ei sunt consumatori și reprezintă verigile de mijloc a lanțului trofic, consumând atât plante, cât și alte animale. 